# Ansu Toure
Ansu Toure (Monrovia, 18 marzo 1981) è un ex calciatore liberiano, di ruolo attaccante.
Possiede il passaporto statunitense.

## Carriera

### Club
Inizia a giocare con i Minnesota Twin Stars, per poi vestire le maglie di Minnesota Thunder, Atlanta Silverbacks, Fort Lauderdale Strikers e Whitecaps.
Il 20 febbraio 2011 viene acquistato dal Locarno. Il 22 luglio 2011 rinnova il suo contratto con la squadra ticinese.

### Nazionale
Ha rappresentato la sua nazionale 14 volte a livello giovanile.
Esordisce il 10 agosto 2011 nell'amichevole contro l'Angola.

## Statistiche

### Presenze e reti nei club
Statistiche aggiornate al 23 agosto 2011.
| Stagione        | Squadra         | Campionato      | Campionato | Campionato | Coppe nazionali | Coppe nazionali | Coppe nazionali | Coppe continentali | Coppe continentali | Coppe continentali | Altre coppe | Altre coppe | Altre coppe | Totale | Totale |
| Stagione        | Squadra         | Comp            | Pres       | Reti       | Comp            | Pres            | Reti            | Comp               | Pres               | Reti               | Comp        | Pres        | Reti        | Pres   | Reti   |
| --------------- | --------------- | --------------- | ---------- | ---------- | --------------- | --------------- | --------------- | ------------------ | ------------------ | ------------------ | ----------- | ----------- | ----------- | ------ | ------ |
| 2010-2011       | Locarno         | CL              | 13         | 5          | -               | -               | -               | -                  | -                  | -                  | -           | -           | -           | 13     | 5      |
| 2011-2012       | Locarno         | CL              | 4          | 0          | CS              | -               | -               | -                  | -                  | -                  | -           | -           | -           | 4      | 0      |
| Totale Locarno  | Totale Locarno  | Totale Locarno  | 17         | 5          | -               | -               | -               | -                  | -                  | -                  | -           | -           | -           | 17     | 5      |
| Totale Carriera | Totale Carriera | Totale Carriera | 17         | 5          | -               | -               | -               | -                  | -                  | -                  | -           | -           | -           | 17     | 5      |